# شافان-سور-ريسوز
شافان-سور-ريسوز (بالفرنسية: Chavannes-sur-Reyssouze)‏ هي بلدية فرنسية تقع في إقليم الآن في فرنسا. رمز إنسي لها هو:1094. أما الرمز البريدي لها فهو: 1190.